# Hinrich Pape
Hinrich Pape (* in Lübeck; † 14. Mai 1359 ebenda) war ein Kaufmann, Ratsherr und Bürgermeister der Hansestadt Lübeck.

## Leben
Pape war der Sohn des Lübecker Bürgermeisters Arnold Pape. Er wurde 1332 in den Rat erwählt und 1342 zum Bürgermeister bestimmt. Im gleichen Jahr vertrat er gemeinsam mit dem Ratsherrn Nicolaus Schoneke die Stadt bei Verhandlungen mit den Straßenräubern Crummendiek und Henneke Hummelsbullen wegen der auf der Landstraße zwischen Hamburg und Lübeck verübten Raubüberfälle. 1343 war er Gesandter der Stadt bei König Magnus II. von Schweden.
Pape bewohnte das Haus seines Vaters in der Breiten Straße 29. Er war zweimal verheiratet, in zweiter Ehe mit einer Schwester des Ratsherrn Hinrich von Alen. Sein Bruder Willekin Pape war Domherr und 1347/48 Bischof von Schwerin.
Pape wurde in der Katharinenkirche begraben, wo sein Grabstein, eine Wappengrabplatte, erhalten ist.